# Прапор Кропивницького району
Пра́пор Кропивни́цького райо́ну затверджений 17 грудня 2004 р. рішенням № 173 сесії Кропивницької районної ради.
Червоне прямокутне полотнище зі співвідношенням сторін 2:3, з кутів від древка відходить біла кроква на відстань у 2/3 довжини прапора (ширина смуг крокви дорівнює 1/8 ширини полотнища), посередині червоного клину — жовте сонячне коло з жовтим ротором у центрі (розмах променів дорівнює 3/8 ширини прапора).
Автори — В. Є. Кривенко, К. В. Шляховий.
Комп'ютерна графіка — В. М. Напиткін.